# Сутормин, Александр Евгеньевич
Алекса́ндр Евге́ньевич Суторми́н — учитель русского языка и литературы Поповской средней школы Чернского района Тульской области. Первый победитель всесоюзного конкурса «Учитель года СССР» 1990 года.

## Конкурс «Учитель года — 1990»
Во второй половине 1989 года по предложению «Учительской газеты» в целях повышения престижа учительского труда в СССР был учреждён конкурс «Учитель года» (по образцу аналогичного американского конкурса). Из 99 человек, принявших участие в заочном туре конкурса, жюри отобрало 6 финалистов из трёх союзных республик. В финале А. Сутормин должен был провести занятие в 188-й московской школе. Он выбрал 11-й класс, а тема — «Нравственные проблемы современной советской прозы» — стала известна ему только за два часа до начала урока по условиям конкурса.
Главная награда конкурса «Учитель года» «Хрустальный пеликан» была вручена А. Сутормину президентом СССР М. С. Горбачёвым. После победы в конкурсе Сутормин был включён в состав коллегии министерства народного образования РСФСР.

## Дальнейшая деятельность
По состоянию на 2007 год работал завучем и учителем в школе села Поповка 1-я Чернского района Тульской области.
Умер 23 ноября 2021 года в городе Санкт-Петербурге.  Всю жизнь посвятил профессии учителя.